# Mánfa
Mánfa é um município da Hungria, situado no condado de Baranya. Tem 27,7 km² de área e sua população em 2019 foi estimada em 687 habitantes.